# 퓨전엠씨
퓨전엠씨는 2002년에 결성된 대한민국의 브레이킹(비보이) 그룹이다.
2002년 결성 이후 현재까지 약 40여 차례 세계비보이대회에서 우승을 차지하였으며
2015년 10월 세계비보이크루 랭킹 1위 달성 및 올림픽 종목으로 채택된 브레이킹 종목의
최초 국가대표 김종호를 배출한 대한민국 대표 브레이킹 크루이다.
외교부 및 국가기관이 주최하는 해외문화교류 공연, 수교행사 등 세계를 무대로 다양한
활동을 하고 있다.

## 방송
- 2007 SBS 스타킹 '비빔밥 비보이' 출연
- 2007 SBS 웃찾사 '헬로우 비보이' 고정 출연
- 2011 코리아 갓 탤런트 1
- 2011 MBC 비보이 전쟁 '그날'
- 2013 MNET 댄싱나인
- 2015 나라방송 공감TV '그들의 이야기' 출연
- 2022 KBS2 생생정보 '비보이 사물묘사' 출연
- 2022 SBS 순간포착 세상에 이런일이 1200회 출연
- 2022 JTBC 쇼다운 출연
- 2023 JTBC '떼춤' 출연
- 2024 TVING '100 DNACERS' 메인 크루 출연

## 국내외 공연
- 2007 비보이&힙합뮤지컬 'B-SHOW' (대학고 질러홀)
- 2011 넌버벌 퍼포먼스 '배틀 비보이' (홍대 비보이극장)
- 2012 러시아 비로비잔시 시 승격 75주년 기념 파견공연단
- 2013 일본 '한일축제한마당' 파견공연단
- 2013 비보이과학뮤지컬 'NET' (국립과천과학관)
- 2013 중국 북경 모터쇼 축하공연 (현대자동차)
- 2014 영국 런던 '세계관광박람회' 파견공연단 (한국관광공사)
- 2014 뮤지컬 '꽃의동화' (의정부 예술의전당)
- 2015 러시아 블라디보스톡 문화교류 초청공연
- 2016 WORLD OF DANCE 게스트 쇼케이스
- 2016 비보이 퍼포먼스 [매트릭스] (국립부여박물관)
- 2017 비보이픽션 코드네임 815 (두산아트센터)
- 2017 러시아 비로비잔시 시 승격 80주년 기념 파견공연단 (의정부시)
- 2018 서울국제공연예술제 "비보이픽션 코드네임 815" (아르코예술극장)
- 2018 비보이, 한국의 멋을 그리다 "쇼패션코리아" (국립부여박물관)
- 2019 퓨전엠씨의 힙합 STAGE! (의정부 아트캠프)
- 2019 호주 3개도시 투어공연 (시드니, 멜번, 캔버라 / 한국국제교류재단)
- 2019 가봉 한국문화주간 문화예술공연 파견공연단 (주가봉대한민국대사관)
- 2019 요르단 한국문화주간 문화예술공연 파견공연단 (주요르단대한민국대사관)
- 2019 한-상투메프린시페 수교 30주년 기념 파견 공연단 (상투메국립극장)
- 2019 비보이픽션 <코드네임815> (의정부 예술의전당)
- 2019 독일 베를린 장벽붕괴 30주년기념 한국문화 공연 파견공연단 (한국국제교류재단)
- 2019 체코 프라하 한국문화 순회공연 파견공연단 (주체코대한민국대사관)
- 2019 독일 프랑크푸르트 강변축제 파견공연단 (외교부)
- 2020 비보이, 한국의 멋을 그리다 "쇼패션코리아" (의정부 예술의전당)
- 2022 NBA JAPAN GAMES 하프타임 쇼케이스 (일본 사이타나 슈퍼아레나)
- 2022 한-베트남 수교 30주년 기념 문화공연 파견공연단 (해외문화홍보원)
- 2023 한-캐나다 수교60주년 기념 '토론토 한인 페스티벌' 파견공연단 (주토론토대한민국대사관)
- 2023 한-아프리카 청년포럼 파견공연단 (아프리카인사이트)
- 2024 KBS '청년의 날' 특집 생방송 출연
- 2024 일제잔재 청산사업 "대한민국 비보이, 광복을 춤추다' 공연 (경기문화재단)
- 2024 재외동포 초청행사 메인 공연팀 (재외동포청)
- 2024 한-파키스탄 문화 갈라 파견공연단 (주파키스탄대한민국대사관)

## 영화
- 2008 중국 정무문 (쿵푸 힙합2) 조연 출연
- 2014 미국 '배틀 오브 비보이' 조연 출연

## 수상
- 2007 프랑스 'BATTLE TIME VOL.4' 세계비보이대회 우승 (황정우)
- 2007 프랑스 'TRICKONOMETRY' 세계비보이대회 우승 (황정우)
- 2008 프랑스 'LEMANS WORLD BATTLE' 세계비보이대회 우승 (황정우)
- 2012 프랑스 CHELLES BATTLE PRO 월드파이널 한국대표 우승
- 2013 전주 비보이그랑프리 우승
- 2013 독일 BATTLE OF THE YEAR 월드파이널 한국대표 우승
- 2013 프리스타일세션 한국대표선발전 우승
- 2013 대만 'CITY WAR' 크루배틀 부문 우승 (김종호)
- 2014 독일 ROYAL BATTLE 인터내셔널 한국대표 우승
- 2014 독일 BATTLE OF THE YEAR 월드파이널 베스트쇼 수상
- 2014 벨기에 BURNING FLOOR 한국대표 우승
- 2015 레드불비씨원 아시아 태평양 파이널 한국대표 우승 (김종호)
- 2015 한국 R16 월드파이널 퍼포먼스 부문 우승
- 2015 중국 HUSTLE AND FREEZE 한국대표 우승
- 2015 프랑스 MELTING CUP 한국대표 우승
- 2015 중국 BATTLE KING 월드파이널 한국대표 우승
- 2015 대만 TAIPEI BBOY CITY 월드파이널 크루배틀 부문 우승
- 2015 세계 브레이킹크루 랭킹 1위 달성
- 2015 에스토니아 BATTLE OF EST 한국대표 우승
- 2016 프랑스 BATTLE SIXTY ONE 한국대표 우승
- 2018 제12회 전주비보이그랑프리 우승
- 2018 부천세계비보이대회(BBIC) 한국대표선발전 우승
- 2019 중국 INVINCIBLE BREAKING BATTLE 한국대표 우승
- 2019 프랑스 UNVSTI 인터내셔널 한국대표 우승
- 2019 대만 TAIPEI BBOY CITY 월드파이널 크루배틀 부문 우승
- 2019 중국 'BATTLE KING' 월드파이널 크루배틀 부문 우승
- 2019 프랑스 'MELTING CUP' 세계비보이대회 우승
- 2019 한류힙합문화대상 대상 수상
- 2021 부천전국비보이대회 우승
- 2021 브레이킹K 국가대표선발전 초대 우승 (최초 국가대표 김종호 배출)
- 2021 한류힙합문화대상 '올해의 힙합문화확산공헌상' 수상
- 2022 프랑스 'UNVST' 인터내셔널 한국대표 우승
- 2023 네덜란드 ‘WORLD BREAKING CLASSIC’ 세계비보이대회 우승
- 2023 중국 ‘INVINCIBLE BREAKING JAM’ 세계비보이대회 우승
- 2023 일본 ‘FOUNDNATION ANNIVERSARY’ 크루배틀 부문 우승
- 2023 프랑스 ‘BATTLE DE MEAUX’ 세계비보이대회 우승
- 2023 CJ그룹 주최 ‘제1회 ULTIMATE BATTLE’ 초대 챔피온 크루
- 2024 브레이킹K 국가대표선발전 2차 대회 우승 (김종호)
- 2024 일본 D.O.D 배틀 챔피온십 우승

## 경력
- 2012 프랑스 CHELLES BATTLE PRO 월드파이널 한국대표
- 2012 프랑스 BATTLE VNR 월드파이널 한국대표
- 2013 독일 BATTLE OF THE YEAR 월드파이널 한국대표
- 2014 독일 ROYAL BATTLE 인터내셔널 한국대표
- 2014 독일 BATTLE OF THE YEAR 월드파이널 한국대표
- 2014 벨기에 BURNING FLOOR 한국대표
- 2015 레드불비씨원 아시아 태평양 파이널 한국대표 (김종호)
- 2015 한국 R16 월드파이널 한국대표
- 2015 중국 HUSTLE AND FREEZE 한국대표
- 2015 프랑스 MELTING CUP 한국대표
- 2015 중국 BATTLE KING 월드파이널 한국대표
- 2015 대만 TAIPEI BBOY CITY 월드파이널 한국대표
- 2015 세계 브레이킹크루 랭킹 1위 달성
- 2015 에스토니아 BATTLE OF EST 한국대표
- 2016 프랑스 BATTLE SIXTYONE 한국대표
- 2019 중국 INVINCIBLE BREAKING BATTLE 한국대표
- 2019 프랑스 UNVSTI 인터내셔널 한국대표
- 2019 대만 TAIPEI BBOY CITY 월드파이널 한국대표
- 2019 러시아 ROBC 세계대회 한국대표
- 2020 레드불비씨원 와일드카드 한국대표
- 2022 벨기에 UNBREAKABLE 한국대표
- 2022 프랑스 BATTLE PRO 한국대표
- 2022 프랑스 UNVSTI 인터내셔널 한국대표
- 2023 네덜란드 ‘WORLD BREAKING CLASSIC’ 한국대표
- 2023 중국 ‘INVINCIBLE BREAKING JAM’ 한국대표
- 2023 한-캐나다 수교60주년 기념 파견공연단
- 2023 일본 ‘FOUNDNATION ANNIVERSARY’ 한국대표
- 2023 프랑스 ‘BATTLE DE MEAUX’ 한국대표
- 2024 한-파키스탄 문화 갈라 파견공연단